# Pavetta monticola
Pavetta monticola är en måreväxtart som beskrevs av William Philip Hiern. Pavetta monticola ingår i släktet Pavetta och familjen måreväxter. IUCN kategoriserar arten globalt som sårbar. Inga underarter finns listade i Catalogue of Life.